# 楊淇 (香港演員)
楊淇（英語：Kate Yeung，1984年10月26日—），本名楊美玲，香港演員。出身广告界，曾演出导演陈果的《母亲的抉择》廣告和雪碧广告代言人等。2019年度香港同志遊行彩虹大使。
2002年憑電影《魂魄唔齊》獲提名“香港電影金像獎”最佳新人獎。2004年凭電影《20 30 40》而被提名“台灣電影金马奖”、“香港電影金像獎”及“香港電影金紫荆獎”的最佳女配角提名。2007年獲得由香港電台主辦，香港電影金像獎協會協辦的“香港特區十周年電影選舉”提名最具潛質女演員。
2012年加盟香港電視網絡（HKTV），並在多套劇集擔任女主角，作品有《童話戀曲201314》、《導火新聞線》、《三面形醫》，現已約滿。

## 演出

### 舞臺劇
- 《2004: 香港漫遊》 (2004年) (聲音演繹)
- 《梁祝下世傳奇》（2005年）飾演 小淇（第二女主角）
- 《華麗上班族之生活與生存》（2008-2010年） (巡迴演出) 飾演 琪琪（第二女主角）
- 《我不要被你記住》（2010年）
- 《談判》（2011年）
- 《愛之初體驗》（2012年）
- 《香港式離婚》（2015年）飾演 Emily（第一女主角）
- 《Gap Life人生罅隙》（Cast A）（2015年）飾演 陸蕊然（第一女主角）
- 《蒲2.0》（2016年）飾演 小淇
- 《仲夏夜之夢》（2016年）飾演 赫米婭（第一女主角）
- 《香港家族-香港太空人》（2017年）飾演 Clara
- 《聖訴》（2018年）飾演 Sister James
- 《香港式離婚》（2018年）飾演 Emily（第一女主角）重演
- 《久天長地》（2021年）飾演 曾悅意（第一女主角）
- 《香港式離婚》（2024年）飾演 Emily（第一女主角）重演

### 電影
- 《絕世好B》（2002年）飾演 文員 Lin Lin（女配角）
- 《魂魄唔齊》（2002年）飾演 Miko（女配角）  （獲提名第22屆香港電影金像獎“最佳新人獎”）
- 《20 30 40》（2004年）飾演 依童（第四女主角） （獲提名第41屆金马奖、第24屆香港電影金像獎“最佳女配角”）
- 《見鬼10》（2005年） 飾演 May
- 《盛夏光年》（2006年）飾演 杜慧嘉（第一女主角）
- 《心想事成》（2007年）飾演 丁芳（女配角）
- 《魔術男》（2007年）飾演 Wing（第一女主角）
- 《咖啡，或茶》（2008年）飾演 曉樺（第一女主角）
- 《香港四重奏: 偏偏》（2010年）飾演 醉酒女（客串）
- 《全城熱戀(中國大陸)/全城熱戀熱辣辣(港澳台)》（2010年）飾演 記者（特別演出）
- 《幸福的旁邊》（2011年）飾演 楊美玲 （第一女主角）
- 《五月一號》（2015年）飾演 淇淇 （第三女主角）
- 《導火新聞線》（2016年）飾演 麥曉欣（Mallory、阿咩）（兩大女主角之一）
- 《棟篤特工》（2018年）飾演 麥曉欣（Mallory、阿咩）（客串）
- 《鬼地方》（2019年）飾演 Stacey

### 電視劇
| 首播   | 劇名                                             | 角色                              | 备注           |
| 2002年 | 《沙灘．排球．梳乎厘》                           | B女                               | 女配角         |
| 2005年 | 《十封信: 消失的人》                             | 夏哲及夏哲的母親                  | 女配角         |
| 2006年 | 《鳳凰衛視十週年短片: 鳳凰戰隊第十話》           | 黃戰士                            | 女配角         |
| 2006年 | 《我愛黑澀會: 美眉愛演戲》                       | 嘉賓                              | 客串           |
| 2007年 | 《香港電影月: 取西經》                           | 主持                              | 客串           |
| 2008年 | 《首作影畫: 咖啡，或茶》（電視版，20分鐘）       | 曉樺（小華）                      | 第一女主角     |
| 2008年 | 《人生解碼: 一個人在途上》                       | 葛一諾 （Queenie Quat、QQ）       | 第一女主角     |
| 2009年 | 《論盡一家人: 半邊天》                           | 女兒                              | 單元女主角     |
| 2009年 | 《流金頌: 有生之年》                             | 文靖                              | 第一女主角     |
| 2010年 | 《證義搜查線》                                   | 鍾倩南（少女股神/南女）           | 第三女主角     |
| 2011年 | 《女人多自在4: 幸福的旁邊》（電視版，45分鐘）    | 楊美玲                            | 第一女主角     |
| 2014年 | 《獅子山下2014:做地產》                          | 詩                                | 單元第一女主角 |
| 2015年 | 《童話戀曲201314》                               | 甄惠琳（Jade）                    | 第二女主角     |
| 2015年 | 《导火新闻线》                                   | 麦晓欣 （Mallory、阿咩）          | 三大女主角之一 |
| 2015年 | 《三面形醫》                                     | 甄雅如（Amber）、 甄希如（Jodie） | 第一女主角     |
| 2015年 | 《獅子山下2015:記號 - 我們年輕，但我們也有過去》 | Hailay                            | 單元第一女主角 |
| 2016年 | 《三一如三》                                     | 陳珍妮（Jenny）                   | 第一女主角     |
| 已停拍 | 《天網》                                         | 關加利                            | 第二女主角     |
| 2018年 | 《我的家庭醫生3：相逢在黑夜的海上》              | 蘇甦                              | 單元第一女主角 |
| 2018年 | 《陽關道》                                       | 余亦欣                            |                |
| 2019年 | 《千針百孔》                                     | 郭思思 (Ceci)                     |                |
| 2022年 | 《野人老師》                                     | 李太                              |                |
| 2024年 | 《出租大叔》                                     | 林佳文                            |                |
| 2025年 | 《弊傢伙！我要去祓魔》                           | Auntie                            | 女配角         |

### 電視節目
- 《35+ LOVE》（ViuTV） （2023年）

### 音樂錄像
- 《閉上眼睛-陳曉東》 （2004年）
- 《黑眼圈-周國賢》（2009年）
- 《騙人的-曹震豪》（2011年）
- 《靜止的回憶-曹震豪》（2011年）
- 《ElevenToSeven-曹震豪，(客席演出)楊淇》（2011年）
- 《Dun Wana Lie-曹震豪》（2012年）
- 《做場好戲》（2015年）（HKTV電視劇《童話戀曲201314》主題曲）
- 《得天獨厚》（2015年）（HKTV電視劇《童話戀曲201314》插曲）
- 《奇蹟》（2015年）（HKTV電視劇《童話戀曲201314》插曲）
- 《好時候 Perfect Moment》（2015年）
- 《最幸福的眼淚-吳雨霏》（2015年）
- 《taste of love》（2016年）（Viu TV電視劇《三一如三》插曲）
- 《Shout n' Cry-Robynn & Kendy》（2017年）
- 《久天長地-許廷鏗》（2021年）舞台劇《久天長地》主題曲
- 《早上37.2度-泳兒》（2022年）
- 《The Best Version Of Me-衛蘭》（2025年）

### 廣告
- 商業電台·2001年度叱咤樂壇流行榜頒獎典禮·香港·平面廣告 (2001年)
- 母親的抉擇·愛自己系列·“你當我係朋友”·香港·電視及平面廣告 (2002年)
- 羅用手作·手制皮包及時裝配飾·官方網站相集模特兒 (2008/2009年)
- 東風日產·奇駿X-TRAIL運動型多用途車·中國大陸·電視廣告 (2011年)
- 港鐵·PopCorn將軍澳站商場·互聯網微電影3步曲之“然後” (2012年)

### 作品列表
2014年 《求戀淇》 

## 外部連結
- 楊淇的Instagram帳戶
- 楊淇網誌: alive not dead （页面存档备份，存于）
- 楊淇社交網站: facebook專頁 （页面存档备份，存于）
- 楊淇社交網站: facebook個人網頁
- 楊淇的新浪微博
- <香港中文大學: 大學線月刊> (2012年1月，第104期) 人物專訪 “楊淇 幸福在旁邊”